# France aux Jeux européens de 2015
La France était présente aux Jeux européens 2015, la première édition des Jeux européens, organisée à Bakou, en Azerbaïdjan. Elle a récolté au total 43 médailles.

## Médailles
| Sport                    | Discipline                       | Athlète(s)                                                                            | Performance                                                   | Date    |
| Médailles d'or : 12      |                                  |                                                                                       |                                                               |         |
| BMX                      | BMX hommes                       | Joris Daudet                                                                          | 33 s 012                                                      | 28 juin |
| Escrime                  | Épée individuelle hommes         | Ivan Trevejo                                                                          | 15-8                                                          | 24 juin |
| Escrime                  | Épée par équipes hommes          | Ivan Trevejo Daniel Jerent Yannick Borel Ronan Gustin                                 | 45-32                                                         | 27 juin |
| Judo                     | Plus de 78 kg femmes             | Émilie Andéol                                                                         | Ippon (101-0)                                                 | 27 juin |
| Judo                     | Par équipe hommes                | Loïc Korval Pierre Duprat Loïc Pietri Alexandre Iddir Cyrille Maret                   | 4-1                                                           | 28 juin |
| Judo                     | Par équipe femmes                | Annabelle Euranie Laetitia Blot Clarisse Agbegnenou Marie-Eve Gahié Madeleine Malonga | 4-1                                                           | 28 juin |
| Karaté                   | Kumite moins de 50 kg femmes     | Emily Thouy                                                                           | 2-1                                                           | 13 juin |
| Karaté                   | Kumite moins de 61 kg femmes     | Lucie Ignace                                                                          | 1-1 (Décision finale des juges)                               | 13 juin |
| Tir                      | Carabine à 50 m 3 positions      | Valerian Sauveplane                                                                   | 456.2                                                         | 21 juin |
| Natation                 | 1500 mètres nage libre           | Nicolas D'Oriano                                                                      | 15 min 13 s 31                                                | 24 juin |
| Natation                 | 800 mètres nage libre            | Nicolas D'Oriano                                                                      | 7 min 59 s 87                                                 | 26 juin |
| Taekwondo                | Plus de 67 kg femmes             | Gwladys Epangue                                                                       | 9-8                                                           | 19 juin |
| Médailles d'argent : 13  |                                  |                                                                                       |                                                               |         |
| Badminton                | Double mixte                     | Audrey Fontaine Gaëtan Mittelheisser                                                  | 16-21 / 16-21                                                 | 28 juin |
| BMX                      | BMX femmes                       | Magalie Pottier                                                                       | 37 s 287                                                      | 28 juin |
| Boxe                     | 60 kg homme                      | Sofiane Oumiha                                                                        | 0-3                                                           | 27 juin |
| Boxe                     | 57 kg femme                      | Estelle Mossely                                                                       | 0-3                                                           | 27 juin |
| Escrime                  | Fleuret par équipes femmes       | Jeromine Mpah Njanga Chloé Jubénot Julie Huin Gaëlle Gebet                            | 18-45                                                         | 26 juin |
| Gymnastique              | Concours synchronisé femmes      | Marine Jurbert Joelle Vallez                                                          | 44.6                                                          | 21 juin |
| Judo                     | Moins de 52 kg femmes            | Annabelle Euranie                                                                     | 0-1 par Yuko dans le Golden Score                             | 25 juin |
| Judo                     | Moins de 66 kg hommes            | Loïc Korval                                                                           | 1-10 par Waza-ari                                             | 25 juin |
| Karaté                   | Kumite moins de 67 kg hommes     | Steven da Costa                                                                       | 3-3 (Décision finale des juges)                               | 13 juin |
| Karaté                   | Kata femmes                      | Sandy Scordo                                                                          | 0-5                                                           | 14 juin |
| Natation                 | 50 m dos                         | Pauline Mahieu                                                                        | 28 s 70                                                       | 25 juin |
| Tennis de table          | Equipes hommes                   | Adrien Mattenet Simon Gauzy Emmanuel Lebesson                                         | 1-3                                                           | 15 juin |
| Tir                      | Carabine à 50 m 3 positions      | Laurence Brize                                                                        | 454.6                                                         | 19 juin |
| Médailles de bronze : 18 |                                  |                                                                                       |                                                               |         |
| Boxe                     | Plus de 91 kg hommes             | Tony Yoka                                                                             | Médaille attribuée automatiquement par défaite en demi-finale | 25 juin |
| Canoë-kayak              | K1 5000 m                        | Cyrille Carre                                                                         | 20 min 42 s 081                                               | 16 juin |
| Escrime                  | Fleuret individuel hommes        | Jean-Paul Tony Helissey                                                               | Médaille attribuée automatiquement par défaite en demi-finale | 25 juin |
| Escrime                  | Épée individuel hommes           | Daniel Jerent                                                                         | Médaille attribuée automatiquement par défaite en demi-finale | 24 juin |
| Escrime                  | Sabre individuel femmes          | Margaux Rifkiss                                                                       | Médaille attribuée automatiquement par défaite en demi-finale | 25 juin |
| Judo                     | Moins de 63 kg femmes            | Clarisse Agbegnenou                                                                   | 11-0 par Waza-ari                                             | 26 juin |
| Judo                     | Moins de 81 kg hommes            | Loïc Pietri                                                                           | 100-0 par Ippon                                               | 26 juin |
| Judo                     | Moins de 100 kg hommes           | Cyrille Maret                                                                         | 1-0 par Yuko                                                  | 27 juin |
| Karaté                   | Kumite moins de 50 kg femmes     | Alexandra Recchia                                                                     | 0-0 (Décision finale des juges)                               | 13 juin |
| Lutte                    | Lutte gréco-romaine 98 kg hommes | Melonin Noumonvi                                                                      | 3-0                                                           | 13 juin |
| Lutte                    | Lutte gréco-romaine 59 kg hommes | Tarik Belmadani                                                                       | 3-1                                                           | 13 juin |
| Natation                 | 200 m papillon hommes            | Matthias Marsau                                                                       | 1 min 58 s 96                                                 | 25 juin |
| Natation                 | 50 m brasse femmes               | Nolwenn Hervé                                                                         | 32 s 08                                                       | 23 juin |
| Natation                 | 100 m dos femmes                 | Pauline Mahieu                                                                        | 1 min 01 s 34                                                 | 27 juin |
| Plongeon                 | Haut-vol 10 m hommes             | Alexis Jandard                                                                        | 526.20                                                        | 21 juin |
| Sambo                    | Moins de 68 kg femmes            | Celine Conde                                                                          | 4-0                                                           | 22 juin |
| Sambo                    | Moins de 64 kg femmes            | Sarah Loko                                                                            | 4-0                                                           | 22 juin |
| Tir                      | Skeet mixte                      | Lucie Anastassiou Anthony Terras                                                      | 28                                                            | 22 juin |